# Stade Armando Dely Valdes
L'Estadio Armando Dely Valdes est un stade de football situé à Colón au Panama. Il accueille l'équipe de football du CD Árabe Unido et a une capacité de 4 000 places.